# Autostrada A18 (Polska)

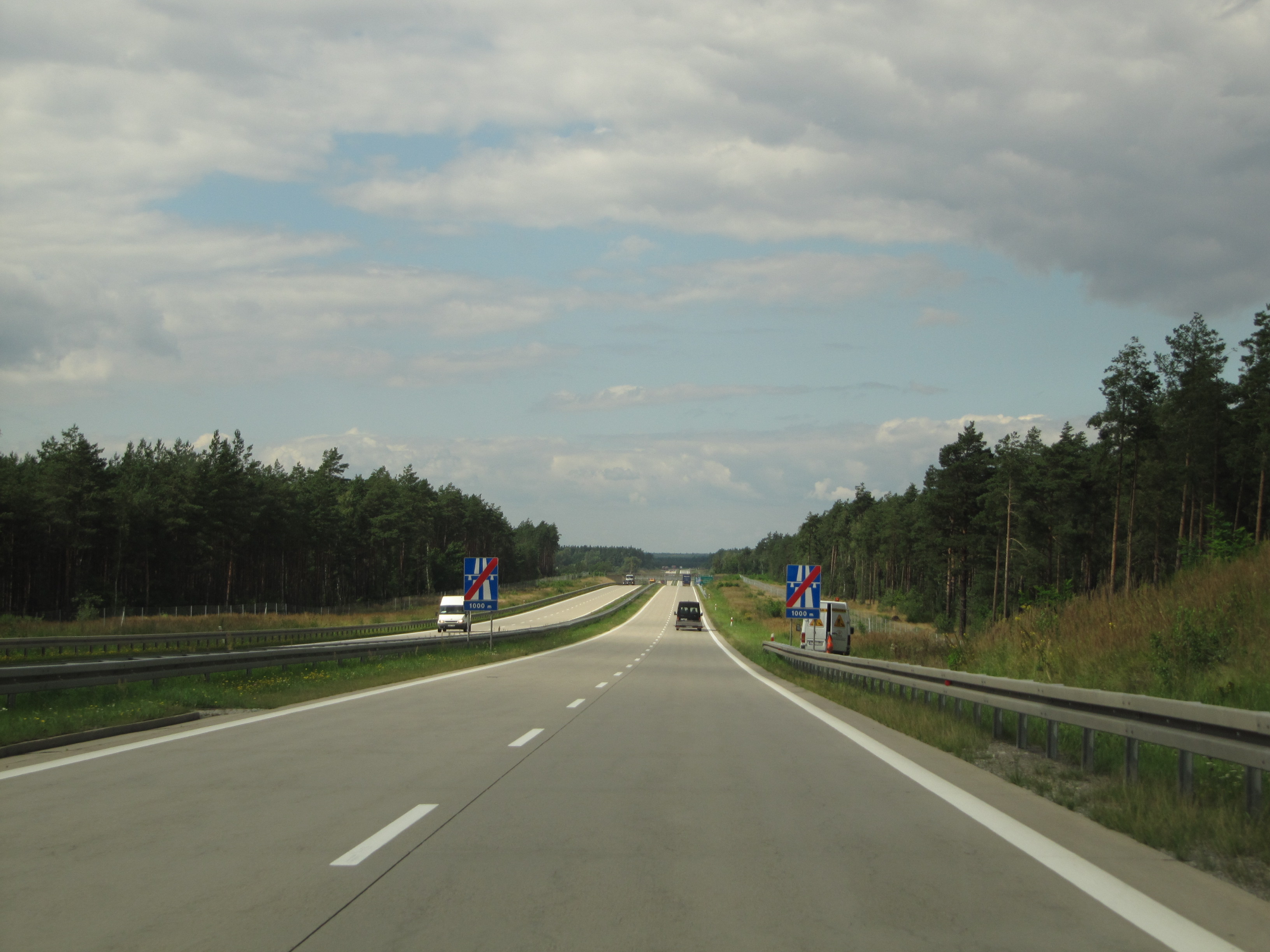
Autostrada A18 w okolicach Golnic (sierpień 2010)

Autostrada A18 – polska autostrada w południowo-zachodniej części kraju, w województwach lubuskim i dolnośląskim. Biegnie w osi NW–SE III transeuropejskim drogowym korytarzem transportowym, w ciągu drogi międzynarodowej E36, od granicy z Niemcami Olszyna–Forst (łączy się tutaj z niemiecką A15 w kierunku Berlina), przez obszar Borów Dolnośląskich aż do węzła Krzyżowa k. Bolesławca, gdzie łączy się z autostradą A4. Odcinek Olszyna–Krzyżowa ma długość 76,5 km.
Droga ma przekrój dwujezdniowy, czteropasowy. Jezdnia północna została ukończona w roku 2006. Jezdnia południowa została wybudowana w latach 1935–1938 przez III Rzeszę i została zamknięta dla ruchu (zależnie od odcinka) w 2020 oraz 2021 roku. Jej przebudowa do standardu autostrady zakończyła się w 2023 roku. Do czasu ukończenia przebudowy jezdni południowej obie jezdnie były oznakowane jako droga krajowa nr 18.
W 2015 drogą przejeżdżało 7,5–10 tys. pojazdów na dobę, w tym 3 tys. pojazdów ciężarowych z przyczepą.
Na całej długości arteria objęta jest systemem elektronicznego poboru opłat e-TOLL.

## Węzły z drogami klasy A i S
| Nazwa    | Drogi | Miejscowość | Schemat | Typ                              | Wiadukty | Otwarto |
| -------- | ----- | ----------- | ------- | -------------------------------- | -------- | ------- |
| Krzyżowa | A4E40 | Bolesławiec |         | trąbka ze zmodyfikowaną łącznicą | 2        | 2009    |

## Historia

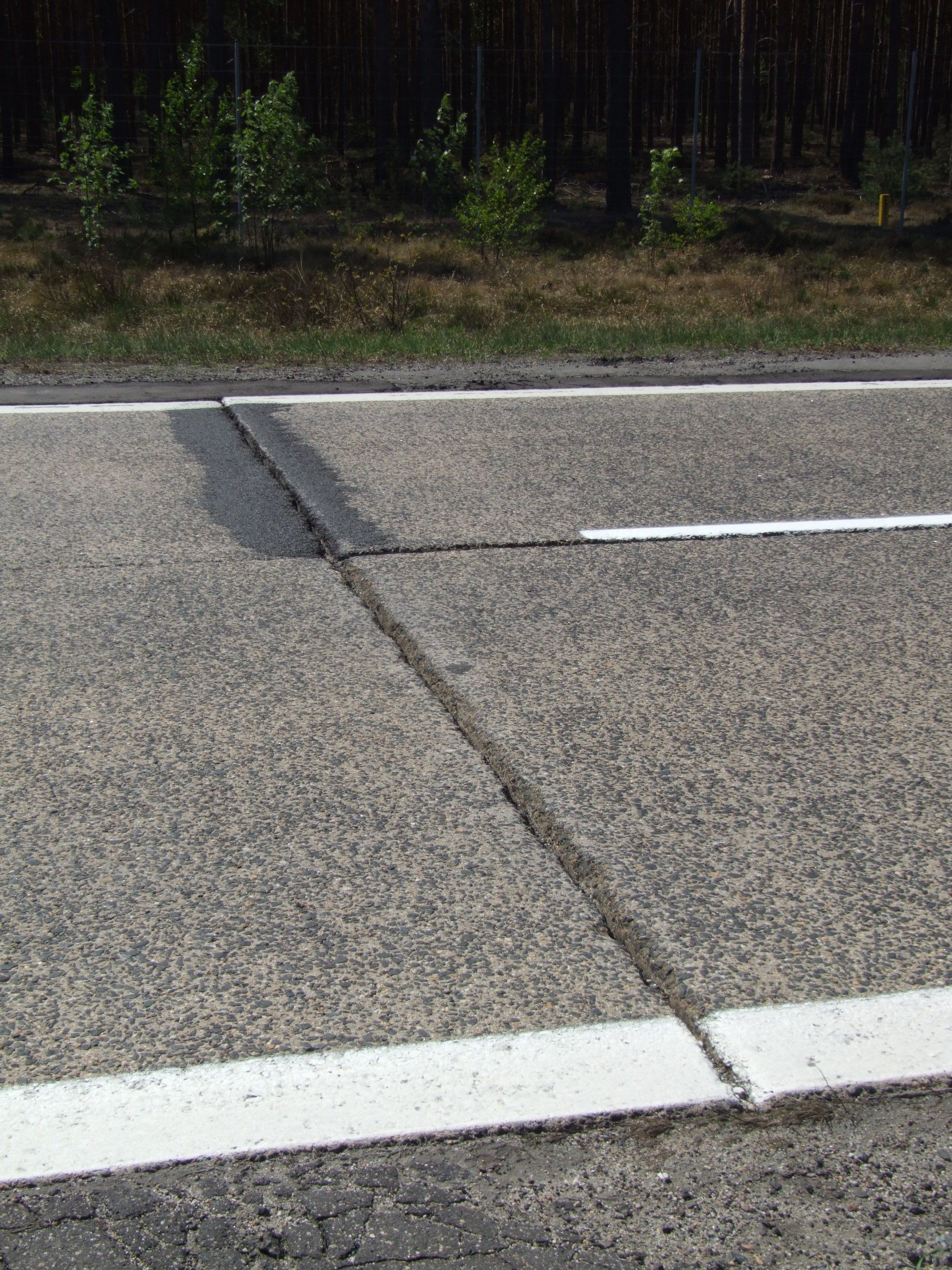
Płyty dawnej RAB 9 z lat 30. XX wieku

### Pod administracją niemiecką (budowa jezdni południowej)
Zbudowana została przez władze III Rzeszy jako fragment autostrady Reichsautobahn (RAB) 9 mającej połączyć Berliner Ring z Chociebużem, Wrocławiem i niemiecką wówczas częścią Górnego Śląska, w granicach której znajdowały się takie miasta jak Bytom, Gliwice, Zabrze i Opole. 27 września 1936 nastąpiło otwarcie pierwszego odcinka autostrady od Wrocławia (obecnie węzeł Bielany Wrocławskie) do Krzywej o długości niespełna 91 km. Fragment ten miał przekrój dwóch jezdni, każda o szerokości 7,5 m oddzielonych od siebie pasem zieleni o szerokości 5 m. Pierwsze dwa odcinki obecnej A 18 zostały oddane do użytku w 1937 po dwuletniej budowie. Były to odcinki Żagań – Lipiany o długości 33,2 km oraz liczący 17,1 km odcinek Lipiany – Krzywa. W 1938 oddano do ruchu odcinek Forst – Żagań o długości niespełna 50 km – po polskiej stronie liczy on 37,5 km. Na wszystkich trzech fragmentach autostrady, oprócz fragmentu pomiędzy Lipianami i Krzywą, który był zbudowany podobnie jak odcinek z Krzywej do Wrocławia, wybudowano jedynie południową jezdnię z nawierzchnią betonową. Powstały wszystkie bezkolizyjne węzły, mosty, wiadukty, kładki i przepusty, pozostawiając jedynie miejsce na dobudowanie drugiej, północnej jezdni.

### 1945–2000
W 1985 roku planowano nadanie arterii kategorii drogi ekspresowej. W 1993 roku trasa została zaliczona do grupy planowanych autostrad i nadano jej oznaczenie A12 oraz dobudowano drugą jezdnię na odcinku od przejścia granicznego w Olszynie do węzła Królów (9,5 km). W 1995 zmodernizowano 7-kilometrowy odcinek Golnice – Krzyżowa, gdzie została wybudowana dwujezdniowa autostrada z betonową nawierzchnią (dawna A12 o długości 18 km). Odcinek ten nie spełnia jednak wszystkich norm autostradowych, m.in. brakuje na nim pasa awaryjnego.

### 2001–2006 (budowa jezdni północnej)

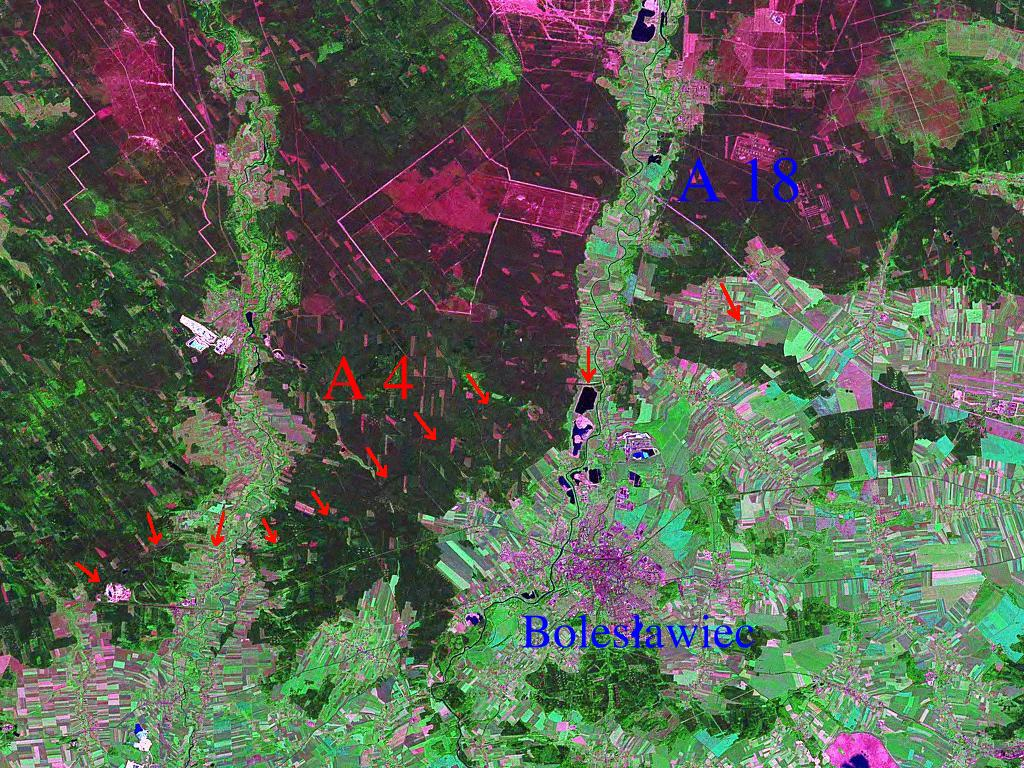
Zdjęcie satelitarne z 2006 r. ukazujące pozostałości przedwojennej budowy autostrady A4 oraz autostradę A18 w okolicy Bolesławca

Oddział GDDKiA w Zielonej Górze, któremu podlega całość inwestycji, rozpoczął przygotowania projektu dobudowy jezdni północnej w 2001. W czerwcu 2003 oszacowano koszt modernizacji drogi krajowej nr 18 do klasy autostrady na ok. 550 mln złotych. Projekt wraz z pozwoleniem na budowę gotowy był w I kwartale 2004. Budowa północnej jezdni odcinka Olszyna – Golnice została podzielona na cztery kontrakty:
- Olszyna – Królów (8,92 km),
- Królów – Żary (15,38 km),
- Żary – Iłowa (12,57 km),
- Iłowa – Golnice (34,03 km).

17 marca tego samego roku został ogłoszony międzynarodowy przetarg, a otwarcie ofert nastąpiło 29 czerwca. Na przełomie września i października 2004 podpisano umowy z wykonawcami (łączna wartość 65,278 mln €) i 25 listopada 2004 rozpoczęto budowę jednocześnie na wszystkich czterech ww. etapach.
23 września 2004 Dariusz Skowroński, podsekretarz stanu w Ministerstwie Infrastruktury, Generalny Dyrektor GDDKiA zadeklarował realizację budowy północnej jezdni odcinka Olszyna – Golnice w 2006 roku (etap Olszyna – Królów do października 2005 i Królów – Golnice do sierpnia 2006). Prace ukończono w połowie roku 2006.

### 2006–2017
Po oddaniu do ruchu jezdni północnej, przebudowę (polegającą na rozbiórce i ponownym wykonaniu) 70-letniej jezdni południowej na odcinku Olszyna – Golnice zaplanowano na lata 2007–2009. 18 maja 2006 zielonogórski oddział GDDKiA ogłosił przetarg na wykonanie projektu przebudowy jezdni południowej przyszłej A18. Oferty otwarto 10 lipca tego samego roku, a 2 października 2006 podpisano umowę z Biurem Projektowo-Badawczym Dróg i Mostów Transprojekt–Warszawa Sp. z o.o. na przygotowanie dokumentacji w ciągu 13 miesięcy.
29 czerwca 2009 ogłoszono przetarg na przebudowę południowej jezdni, został on jednak unieważniony 23 lutego 2011. Decyzja podyktowana była brakiem środków na zrealizowanie inwestycji. W 2011 roku Oddział GDDKiA w Zielonej Górze informował, że przebudowa jezdni południowej znalazła się w Programie Budowy Dróg Krajowych na lata 2011–2015, jednak i w tym terminie nie została zrealizowana. W 2014 A18 nie znalazła się w Programie Budowy Dróg Krajowych na lata 2014–2023 (z perspektywą do 2025) na liście zadań przeznaczonych do realizacji w ramach zakładanego limitu finansowego, planowane było natomiast pozyskanie środków na jej realizację w ramach drogowej spółki specjalnego przeznaczenia (dssp).

### 2018–2023 (przebudowa jezdni południowej)
Na początku sierpnia 2018, po analizie priorytetów inwestycyjnych i zaplanowaniu środków finansowych w ramach Programu Budowy Dróg Krajowych na lata 2014–2023 (z perspektywą do 2025), zapadła decyzja o skierowaniu do realizacji przebudowy południowej jezdni do parametrów autostrady. 
We wrześniu 2019 ogłoszony został przetarg na przebudowę jezdni południowej na odcinku 1 – od granicy państwa do węzła Żary Zachód (wraz z przebudową ostatniego fragmentu jezdni północnej w obrębie węzła Olszyna) o długości 10,4 km. W styczniu 2020 jako najkorzystniejszą wybrano ofertę firmy Strabag. Po odwołaniu firmy PORR złożonym do Krajowej Izby Odwoławczej, które zostało uwzględnione i po ponownej ocenie ofert jako najkorzystniejszą wybrano ofertę firmy PORR. 24 kwietnia podpisano umowę na realizację tego odcinka w systemie „zaprojektuj i zbuduj”. Odcinek został udostępniony do ruchu 27 lipca 2023.
W grudniu 2018 zielonogórski oddział GDDKiA ogłosił przetarg na przebudowę południowej jezdni na odcinku 2 – od węzła Żary Zachód (bez węzła) do węzła Iłowa (bez węzła) – o długości 21,9 km. Z uwagi na przekroczenie założonego budżetu inwestycji (303 mln zł) o 5 mln zł, przetarg został unieważniony w maju 2019. Powtórny przetarg ogłoszony został w czerwcu, zaś najniższa oferta opiewała na 254 mln zł. Umowa z konsorcjum firm Kobylarnia oraz Mirbud została podpisana w listopadzie 2019. Odcinek został udostępniony do ruchu 21 września 2022.
21 stycznia 2021 podpisano umowę na przebudowę jezdni południowej na odcinku 3 o długości 33,76 km – od okolic węzła Iłowa (z węzłem) do granicy województw lubuskiego i dolnośląskiego. Wykonawcą została firma Budimex, która wyceniła prace na kwotę 175,1 mln zł. Odcinek został udostępniony do ruchu 18 września 2023.
27 stycznia 2021 podpisano umowę na przebudowę jezdni południowej na odcinku 4 od granicy województw lubuskiego i dolnośląskiego do węzła Golnice o długości ponad 21 km. Za najkorzystniejszą ofertę opiewającą na kwotę 258,7 mln zł uznano ofertę konsorcjum firm Kobylarnia, Mirbud oraz Budpol. Odcinek został udostępniony do użytku 13 października 2023.